# Ken Ono
Ken Ono, ameriški matematik, * 20. marec 1968.
Ono deluje na področju kombinatorike in teorije števil, še posebej celoštevilskih particij, modularnih form, eliptičnih krivulj, L-funkcij, ter Maaßovih form.